# Marie Pleyel

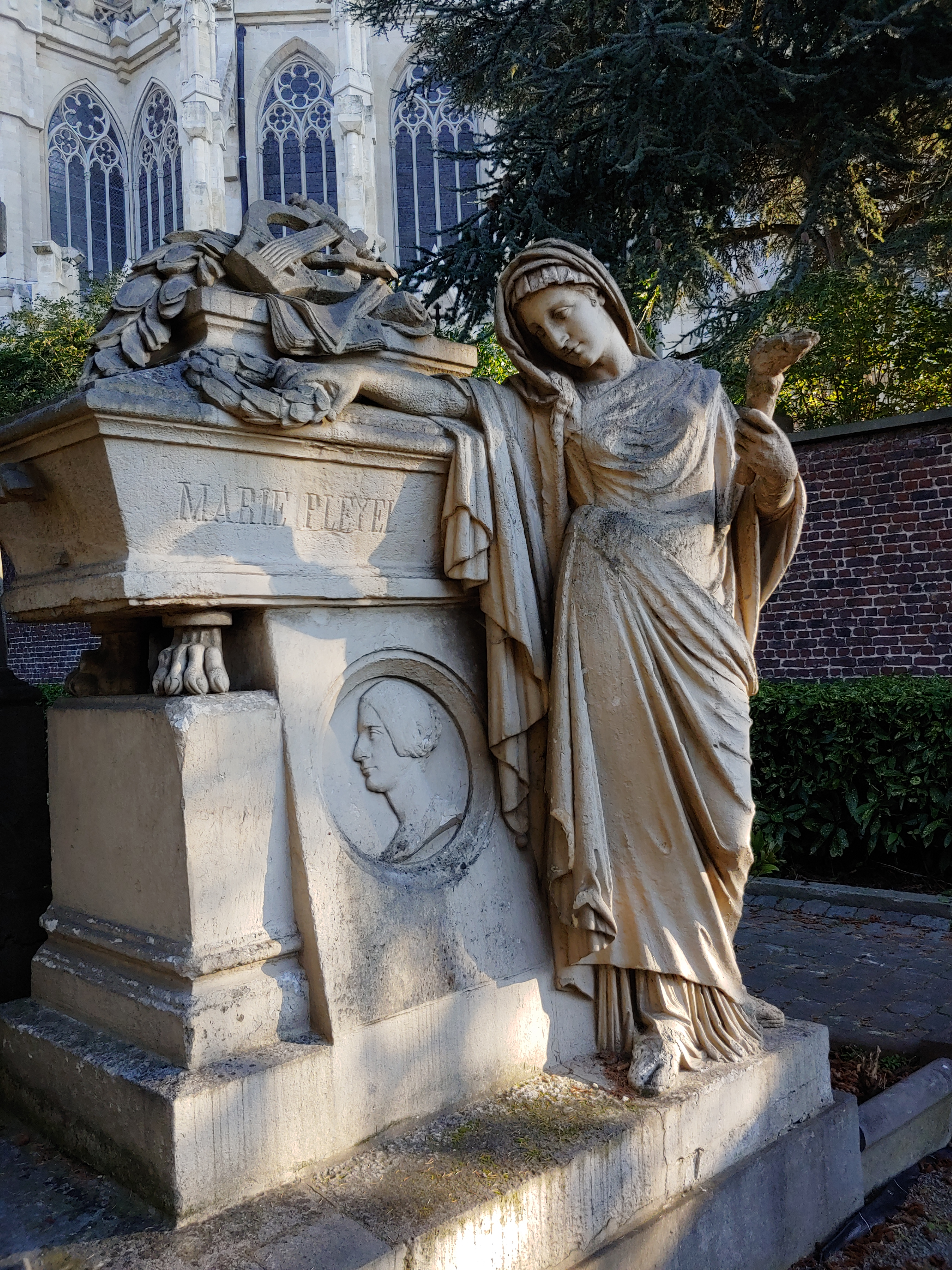
Grobowiec na Cmentarzu w Laeken

Marie Pleyel, właściwie Marie Félicité Denise Moke-Pleyel (ur. 4 września 1811 w Paryżu, zm. 30 marca 1875 w Saint-Josse-ten-Noode, k. Brukseli) – francusko-belgijska pianistka, kompozytorka i pedagog. Była żoną Camille'a Pleyela.
Grę na fortepianie studiowała u J. Herza, I. Moschelesa i F. Kalkbrennera. Koncertowała odnosząc sukcesy w największych miastach Europy: Lipsku, Wiedniu, Petersburgu, Paryżu, Londynie. Dedykowany był jej opus 9 nokturnów Fryderyka Chopina. 
Od 1848 do 1872 roku uczyła w Królewskim Konserwatorium w Brukseli (Conservatoire royal de Bruxelles).